# 谷川聖
谷川聖（日语：たにがわ ひじり，直译：「Tanigawa Hijiri」，2000年12月26日—）是日本前偶像藝人，為女子偶像團體AKB48 Team 8前成員（秋田縣代表）。秋田縣出身，原所屬經紀公司為AKS。

## 經歷
2014年
- 4月3日、作為AKB48 Team8成員初披露。
- 6月7日、AKB48第37張單曲選拔總選舉，圈外。
- 8月6日、在AKB48劇場，公演出道。
- 8月8日、AKB48第5回猜拳大會，Team8預備戰，B-block，1回戦負于太田奈緒，敗退。

2015年
- 3月26日、埼玉SuperArena「AKB48春の単獨コンサート～ジキソー未だ修行中!～」，入選Team8選拔Unit，成員包括：坂口渚沙（北海道）、橫山結衣（青森）、谷川聖（秋田）、佐藤七海（岩手）、本田仁美（栃木）、橫道侑里（靜岡）、永野芹佳（大阪）、山田菜菜美（兵庫）、中野郁海（鳥取）、倉野尾成美（熊本）。
- 6月6日、AKB48第41張單曲選拔總選舉，圈外。

## 簡介
- Catch phrase：「人生谷あり川あり（圣あり!）あなたもあなたもあなたも圣のこと饱きたなんて言わせないぞ。秋田県から来ました、"ひじりん"こと谷川圣 13歳です。」
- 公式暱稱：「ひじ」；公演和雜誌上的自我介紹使用「ひじりん」。
- 興趣是轉筆。兜風的話，想去：十和田湖。
- 特技是模仿蘆田愛菜、籃球。在籃球部的球衣號碼是8號。「性格看是懶散角色的感覺？小時候起加入藝能界就是夢想，憧憬前田敦子。小學畢業典禮上聽到『10年桜』而感動」。喜歡的先輩是生駒里奈、山本彩。魅力點是眼睛和眉毛。性格天然。

## 參與歌曲

### AKB48單曲CD
|      | 發行 日期       | 單曲名稱         | 參與歌曲名稱        | 分隊名義 | 收錄 版本 | MV | 備註             |
| ---- | --------------- | ---------------- | ------------------- | -------- | --------- | -- | ---------------- |
| 37th | 2014年 8月27日  | 心意告示牌 （心のプラカード）  | 去47個美麗城市 （47の素敵な街へ） | Team8    | 劇場盤    |    |                  |
| 38th | 2014年 11月26日 | 希望無限 （希望的リフレイン）    | 制服的翅膀 （制服の羽根）     | Team8    | Type-D    | ★  |                  |
| 39th | 2015年 3月4日   | Green Flash （Green Flash） | 從打招呼開始 （挨拶から始めよう）   | Team8    | Type-H    | ★  |                  |
| 40th | 2015年 5月20日  | 我們不戰鬥 （僕たちは戦わない）  | 污穢的真相 （汚れている真実）     | Team8    | Type-C    | ★  | Team 8選拔演唱曲 |

- 標註有「★」符號者表示該首歌曲有拍攝對應的MV，且谷川聖也參與了影片拍攝。

### AKB48專輯CD
|      | 發行 日期      | 專輯名稱                     | 參與歌曲名稱   | 分組名義 | 備註   |
| ---- | -------------- | ---------------------------- | -------------- | -------- | ------ |
| 06th | 2015年01月21日 | 這裡是羅德斯島、在這裡跳吧！ | 笨手笨腳的支持 | Team8    | Type A |

## 劇場公演分組曲
| 公演名稱                            | 參與歌曲名稱 | 備註 |
| ----------------------------------- | ------------ | ---- |
| Team 8時期                          |              |      |
| Team 8 1st Stage「PARTY開始了」公演 | 同班同學     |      |

## 其他作品

### 綜藝節目
- 《AKB48 SHOW!》（NHK）：不定期參與。
- 《AKB48神TV》（AKB48ネ申テレビ） ：不定期參與。
- 《AKBINGO!》（日本電視台）：不定期參與。

## 外部連結
- 谷川聖的X（前Twitter）（日語）
- 谷川聖的Instagram帳戶（日語）
- 谷川聖的SHOWROOM專頁（日語）
- AKB48官方網站成員介紹頁（页面存档备份，存于）（日語）
- AKB48 Team8官方網站成員介紹頁（日語）
- YouTube上的やまりんチャンネル頻道（ 山田菜菜美與谷川聖的频道）（日語）